# 사이언스 카페
사이언스 카페(Café Scientifique)는 본래 일반 대중을 위한 민중 운동의 형태로 편하고 자유로운 분위기 속에서 대중들이 과학에 관해 토론할 수 있는 공간으로 변모해왔다.
이 모임은 카페, 레스토랑, 영화관 등 전통적인 학술 장소만 아니라면 어디서든 열릴 수 있으며 과학 분야의 종사자가 아니더라도 누구든지 참여할 수 있다. 사이언스 카페는 일상적인 장소에서 모이며 비전문적인 용어를 사용하고 열린 결말로 끝나는 대화로 이루어져 있어 과학적 배경 지식이 없는 사람들에게도 자유롭고 편한 분위기를 제공한다. 각 모임은 미리 정해진 주제에 관하여 강연자의 짧은 설명을 듣고 다양한 질문과 토론으로 대화를 진행한다.
사이언스 카페는 현재 영국에서만 해도 40개 이상의 도시에서 진행되고 있으며 전 세계의 다양한 도시에서도 비슷한 행사를 찾을 수 있다. 사이언스 카페와 비슷한 형태를 가지면서도 독자적으로 개설된 모임도 여러 도시에서 생겨났으며 다른 학문 분야와 연계된 주제를 다루는 경우도 있다.

## 역사
최초의 사이언스 카페는 1997년 프랑스 리옹(Lyon)에서 시작되었는데 모임의 형태나 의의를 따져 봤을 때 사이언스 카페는 철학자 Marc Sautet(1947-1988)이 1992년 프랑스에서 시작한 Café Philosophique 운동을 모델로 하여 따 온 것이라고 한다. 던칸(Duncan Dallas)은 이 개념을 발달시켜 영국으로 들여와 1998년 리즈(Leeds)에서 영국에서의 첫 행사를 개최했으며 사이언스 카페는 이곳을 기점으로 하여 점차 영국 전역에 퍼져나갔다. 현재는 영국에서만 해도 40개 이상의 사이언스 카페가 정기적으로 모여 청중들과 과학자나 과학 관련 작가와 만나 이야기를 나눈다. 행사에서 다뤄지는 주제로는 에이즈, 빅뱅이론, 생물다양성, 암, 기후 변화, 다위니즘, 진화론, GMO, 나노기술 등이 있었다.

## 진행
사이언스 카페는 다양한 공간에서 진행될 수 있다. 주로 바(bar) 혹은 카페이며 서점, 영화관, 주민센터 등에서 개최되기도 한다. 일주일에 한번 혹은 한달에 한번 정도 정기적으로 열리며 시간은 주로 저녁시간대이다. 일반적으로 사이언스 카페의 참석 비용은 무료이며 아무런 예약 없이 그냥 참여할 수 있다. 지역에 따라 장소 대여 비를 지불하거나 강연자의 교통비 지급을 위해 소액의 입장료를 받거나 기부금을 받는 경우도 있다. 참석자는 어린이부터 백발의 노인까지 제한 없이 참여할 수 있다. 사이언스 카페는 초빙된 강연자가 주제를 간단히 설명하는 짧은 강연으로 시작되며 강연자는 주로 주제와 관련 있는 분야의 과학자나 작가이다. 그리고는 잔을 채우고 대화가 시작되도록 짧은 휴식시간을 가지며 그 후로는 한 시간 가량의 질의응답 및 토론 시간이 이어진다.

## 조직 방법
누구든지 사이언스 카페를 시작할 수 있다. 일부 카페는 대학교나 박물관 혹은 전문적인 과학 단체와 협력하여 조직되기도 한다. 개인적으로 자신의 동네에서 만들기도 한다. 전 세계적으로 퍼져있는 사이언스 카페는 각 지역의 문화와 청중에 따라 그 특성 또한 다양하다. 하지만 이에도 불구하고 크게 두 가지 공통적인 특징을 가진다. 첫째는 모든 청중의 적극적인 참여를 유도하는 것이다. 성공적인 사이언스 카페는 편안한 분위기 속에서 모든 사람들을 대화로 초대한다. 수동적으로 전문가의 강의를 듣는 것이 아니다. 둘째는 새로운 사람들을 항상 환영한다는 것이다. 과학계 분야의 사람들만을 위한 공간이 아니라 과학을 자주 접해보지 않았던 사람이라도 언제든지 참여할 수 있다.
사이언스 카페를 직접 조직해보고자 한다면 지역 과학관이나 과학 및 문화에 관련된 단체에서 같이 기획할 동료를 찾아 볼 수 있을 것이다. 카페는 조직하기 위해서는 먼저 적절한 장소를 찾고 연락을 취해야 하며 주제에 맞는 강연자를 찾아가 강연을 부탁하고 본 행사를 홍보할 방법을 찾아야 한다.
사이언스 카페에서 가장 중요한 것은 대화와 소통이다. 그러므로 장소를 찾을 때에는 청중들이 강연자를 잘 보고 들을 수 있는 곳으로 찾아야 한다. 장소는 보통 30~50명 정도 되는 청중을 수용하고 적절한 편의시설을 제공할 수 있을 만큼 커야하며 동시에 서로를 듣고 소통할 수 있을 만큼 작아야 한다. 또한 편안하고 자유로운 분위기의 장소여야 하며 음료나 음식을 주문하여 먹을 수 있는 곳이어야 한다. 대부분의 경우 강연자는 한명이며 여러 명을 초청하여 토론 형식으로 할 수도 있다. 강연자는 개인적인 친분이나 기사 정보를 통한 연락 등 다양한 방법으로 연락이 될 수 있다. 각 모임에는 의장이 있어 필요할 경우 대화를 이끌고 모임을 관리해나가야 한다.

## 오늘날의 모습
사이언스 카페는 원래 형태 외에도 각 지역의 특성을 반영하여 개인이나 단체가 변형된 형태의 모임이 기획할 수 있다. 예를 들어 영국의 경우 대부분의 경우 강연자가 한명이지만 덴마크에서는 두 명이며 프랑스에서는 주로 4명이다. 일본에서는 대형 스크린에 SNS를 통하여 의견과 질문을 공유하기도 한다. 아프리카에서는 대부분의 주제들이 말라리아에 걸리지 않는 방법, 물의 정화 방법 등 실생활과 직결되는 내용이다. 이름도 프랑스나 영국의 경우 Café Scientifique, 미국의 경우 Science cafe, 청소년 전용의 경우 Cafe-sci 등 다양하다.
또한 사이언스 카페의 개념은 학교에서 청소년 전용 사이언스 카페의 형태로 도입되기 시작됐다. 사이언스 카페는 영국, 프랑스, 이탈리아, 그리고 심지어 아프리카에서도 학교에 도입되었다. 학생들은 어떤 주제로 토론을 하고 싶은지 정하고 학교 밖에서 직접 모임을 기획, 홍보, 진행해 볼 수 있다. 또한 학생들에게 편안한 카페의 분위기에서 현장에서 일하는 과학자들과 만나고 과학적 쟁점을 이야기해 볼 수 있는 독특한 기회를 제공한다. 대부분의 경우 강연자는 지역 대학에서 오며 주제는 핸드폰, 사랑의 과학, 기후 변화 등으로 다양하다.
인터넷은 사이언스 카페가 더 널리 퍼질 수 있는 기회를 제공했다. 중앙아시아, 아프리카, 아시아에서도 사이언스 카페가 시작될 수 있도록 지원했으며 각각의 사이언스 카페들도 인터넷 사이트를 통하여 청중들과 더 지속적으로 소통하고 있다.
일본의 경우 문부과학성에서 사이언스 카페처럼 과학자와 일반인이 자유롭게 의견을 주고 받을 수 있는 활동에 대한 지원을 늘리고 있다. 한국에서는 2005년 주한영국문화원과의 협력을 통해 국내 최초의 사이언스 카페를 개최했으며 국립과천과학관에서는 개관기념 특별전에서 cafe scientifique와 연계하여 과학강연 형식으로 개최하기도 했다. 그러나 아직 한국에는 사이언스 카페 활동이 본격적으로 시작되지 않고 있으며 부르는 이름도 사이언스 카페, 과학 카페, cafe scientifique 등으로 다양하여 제대로 정착되지 않는 모습이다.

## 사이언스 카페 찾기
- 미국
- 영국
- 북아메리카
- 중앙아메리카 및 남아메리카
- 유럽, 중동, 아프리카
- 아시아, 태평양
- 영국 문화협회(British Council) 지원 보관됨 2011-06-06 - 웨이백 머신

## 같이 보기
- 영국 문화원